# Надежда (волейбольный клуб)
«Наде́жда» — российский женский волейбольный клуб из Серпуховского района Московской области. Участник чемпионата России высшей лиги «А». Основан в 1994 году. Входит в структуру Муниципального учреждения «Сельский спортивно-оздоровительный клуб „Надежда“».

## Арена
Домашние матчи команда проводит в универсальном дворце спорта «Надежда», расположенном в посёлке Большевик. Арена открыта 3 августа 2007 года. Строительный объём здания — 58025,0 м³, общая площадь — 7304,0 м², вместимость центральной арены 927 мест. Помимо главного зала для игры в волейбол, баскетбол, гандбол с раздевалками, судейской, тренерскими помещениями, комплекс включает в себя бассейн на 5 дорожек шириной по 1,75 метра каждая, размером 25 на 11 метров, бассейн для обучения детей плаванию (10 на 3 метра), тренажёрный зал с вспомогательными помещениями, зал для гимнастики и занятий аэробикой, со вспомогательными помещениями.

## Тренерский штаб
- Буркин Сергей Олегович — главный тренер.
- Еремин Юрий Александрович — старший тренер.
- Трошин Дмитрий Александрович — администратор.
- Макаров Николай Николаевич — массажист.

## Достижения
- Лучший результат в истории клуба — 3-е место в высшей лиге «А» (2008/2009, 2009/2010).
- 1-е место в 1-й лиге чемпионата России (1999/2000).
- Полуфиналист Кубка России — 1999/2000, 2011.
- 1-е место в высшей лиге «Б» (2004/2005)

## История
| Год заверш. турн. | Турнир                                                                                 | Место | Пред. очки | И  | О  | В  | П  | Партии |
| ----------------- | -------------------------------------------------------------------------------------- | ----- | ---------- | -- | -- | -- | -- | ------ |
| 2001              | Чемпионат России 2001. Высшая лига «А». Зона Европы.                                   | 10    | —          | 44 | 15 | 29 | 11 | 59:100 |
| 2002              | Чемпионат России 2002. Высшая лига «А». Зона Европы. Предварительный этап.             | 9     | —          | 20 | 25 | 5  | 15 | 26:49  |
| 2002              | Чемпионат России 2002. Высшая лига «А». Зона Европы. 7—11-е места.                     | 8     | 25         | 12 | 46 | 9  | 3  | 57:63  |
| 2003              | Чемпионат России 2003. Высшая лига «А». Зона Европы. Предварительный этап.             | 8     | —          | 22 | 31 | 9  | 13 | 35:40  |
| 2003              | Чемпионат России 2003. Высшая лига «А». Финал Высшей лиги «А».                         | 11    | —          | 22 | 27 | 5  | 17 | 30:53  |
| 2004              | Чемпионат России 2003. Высшая лига «А». Зона Европы. Предварительный этап.             | 9     | —          | 22 | 29 | 7  | 15 | 34:50  |
| 2004              | Чемпионат России 2003. Высшая лига «А». Зона Европы. 5—12-е места.                     | 9     | 29         | 14 | 52 | 9  | 5  | 63:73  |
| 2005              | Чемпионат России 2005. Высшая лига «Б», зона Европы.                                   | 1     | —          | 30 | 56 | 26 | 4  | 81:20  |
| 2006              | Чемпионат России 2006. Высшая лига «А», зона Европы. Предварительный этап.             | 8     | —          | 22 | 32 | 10 | 12 | 48:42  |
| 2006              | Чемпионат России 2006. Высшая лига «А», зона Европы. Полуфинальный этап. 1—8-е места.  | 7     | 32         | 14 | 52 | 6  | 8  | 68:70  |
| 2007              | Чемпионат России 2007. Высшая лига «А», зона Европы. Предварительный этап.             | 6     | —          | 22 | 34 | 12 | 10 | 47:38  |
| 2007              | Чемпионат России 2007. Высшая лига «А», зона Европы. Полуфинальный этап. 1—8-е места.  | 8     | 34         | 14 | 51 | 3  | 11 | 68:77  |
| 2008              | Чемпионат России 2008. Высшая лига «А», зона Европы. Предварительный этап.             | 7     | —          | 22 | 33 | 11 | 11 | 40:44  |
| 2008              | Чемпионат России 2008. Высшая лига «А», зона Европы. Полуфинальный этап. 7—12-е места. | 7     | 33         | 10 | 51 | 8  | 2  | 67:55  |
| 2009              | Чемпионат России 2009. Высшая лига «А», зона Европы. Предварительный этап              | 3     | —          | 40 | 69 | 29 | 11 | 101:44 |
| 2009              | Чемпионат России 2009. Высшая лига «А». Финальный этап                                 | 3     | —          | 10 | 17 | 7  | 3  | 25:14  |
| 2010              | Чемпионат России 2010. Высшая лига «А», зона Европы                                    | 3     | —          | 40 | 71 | 31 | 9  | 98:46  |
| 2011              | Чемпионат России 2011. Высшая лига «А»                                                 | 4     | —          | 44 | 72 | 25 | 19 | 91:79  |